# Луї Антуан де Бугенвіль
Луї Антуан де Бугенвіль (фр. Louis Antoine de Bougainville; 11 листопада 1729, Париж — 31 серпня 1811, Париж) — французький мореплавець, військовий і дослідник.

## Біографія

### Перші кроки
Син нотаріуса. Брат історика Жан-П'єр де Бугенвіля (фр. Jean-Pierre de Bougainville).
Під час навчання в університеті, проявив здібності у математиці та юриспруденції.
Працював адвокатом у Паризькому парламенті (Parlement de Paris). Потім — військова кар'єра.
У 1754 році був призначений секретарем французького посольства у Лондоні. 8 січня 1756 року став членом Лондонського королівського товариства (Royal Society).

### Нова Франція

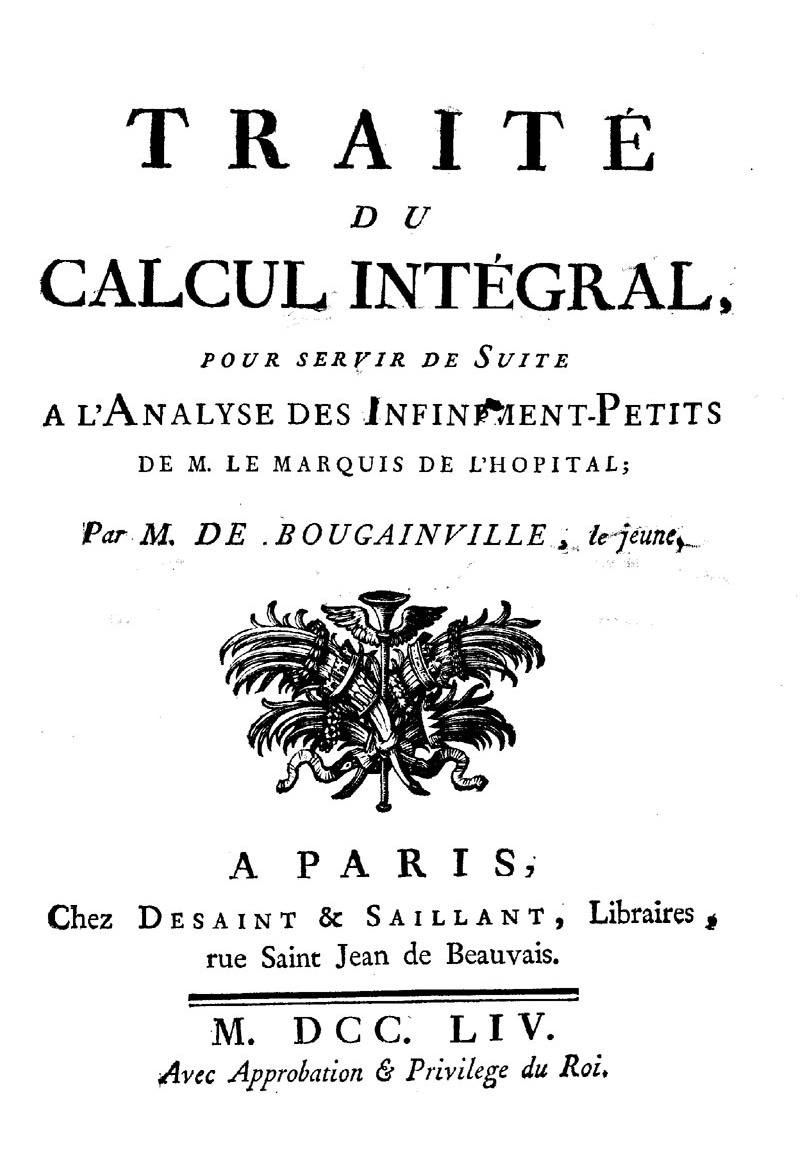
Traité du calcul intégral, 1754

У 1756 році, на початку Семирічної війни, Бугенвіля відправили до Нової Франції у чині капітана драгунів. Він став помічником Луї-Жозефа де Монкальма. У 1758 році Монкальм делегував його до Парижу просити в уряду короля Людовика XV додаткових військ для захисту Канади. Але уряд цікавився, переважно, війною у Європі, оскільки події розвивалися не на користь Франції. Один з міністрів, до якого Бугенвіль звернувся по допомогу, відверто відповів, що «коли горить хата, на стайні не зважають» (фр. quand il y a le feu à la maison, on ne s'occupe pas des écuries). Тоді Бугенвіль відповів: «У цьому випадку, пане міністр, не можна сказати, що ви говорите, як кінь» (фр. Dans ce cas, on ne pourra pas dire, monsieur le ministre, que vous parlez comme un cheval). Ця відповідь могла б дорого коштувати Бугенвілю, якби не втручання маркізи де Помпадур.
У 1759 році, після загибелі Монкальма під час битви на Полях Авраама, Бугенвіль керував відступом французьких військ. Йому було присвоєно чин полковника.

### Мальвінські острови
Після Паризького миру 1763 року Бугенвіля було призначено капітаном фрегата. Він вів ескадру з двох кораблів — «Орел» (фр. Aigle) та «Сфінкс» (фр. Sphinx) — на Мальвінські острови, щоб заснувати там французьку колонію.

### Навколосвітня подорож у 1766—1769 роках

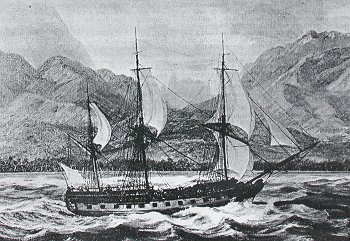
Фрегат La Boudeuse

15 грудня 1766 року Бугенвіль відплив на фрегаті «La Boudeuse» у навколосвітню подорож. Другий корабель — «l'Étoile» — відпливав з Рошфора 1 лютого 1767 року, і наздогнав Бугенвіля лише 13 червня у Ріо-де-Жанейро.
У складі експедиції були натураліст, художник, астроном та ботанік.
У Бразилії ботанік експедиції Філібер Коммерсон відкрив новий вид квітів і назвав його Бугенвілія фр. Bougainvillée, на честь Бугенвіля.
За наказом короля Луї XV Бугенвіль віддав Мальвінські острови іспанцям. Після цього він пройшов Магелланову протоку, досліджував архіпелаг Туамоту і зупинявся на 10 днів на Таїті, щойно відкритому у квітні 1768 року Самюелем Воллісом. Бугенвіль забрав із собою молодого таїтянина Аотуру, який добирався з ним до Парижу, але помер на зворотному шляху до дому, під час пересадки на «Ile de France» (тепер — острів Маврикій).
Бугенвіль досліджував острів, який потім назвуть на його честь. Він відкрив острови Самоа і досліджував інші полінезійські острови.
Повернувся до Сен-Мало (Saint-Malo) 16 березня 1769 року й опублікував у 1771 році «Опис навколосвітньої подорожі» (фр. Description d'un voyage autour du monde).

### Війна за незалежність Сполучених Штатів
Протягом війни за незалежність Сполучених Штатів, Бугенвіль був капітаном різних військових кораблів Франції та брав участь у кількох битвах проти англійців.

### Французька революція
Під час революційного терору Бугенвіля було заарештовано. Звільнили його тільки після падіння Робесп'єра.

## Вшанування пам'яті
На честь Бугенвіля було названо:
- вулканічний острів у Тихому океані Бугенвіль,
- автономний регіон Бугенвіль в Папуа Нова Гвінея
- протока між островами Шуазель та Бугенвіль
- астероїд головного поясу, відкритий 22 вересня 1990 року 7649 Буґенвіль,
- рід вічнозелених рослин родини Nyctaginaceae Бугенвілія.
- тринадцять кораблів морського флоту Франції з 1797 року

## Спогади та наукові праці Бугенвіля

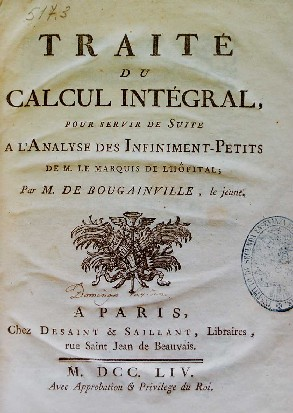
Математичні дослідження Бугенвіля

Traité du calcul intégral, pour servir de suite à l'Analyse des infiniments petits de M. le marquis de l'Hôpital (2 volumes, 1754—1756) — Texte en ligne 1 [Архівовано 27 липня 2017 у Wayback Machine.] 2 [Архівовано 29 липня 2017 у Wayback Machine.]
Voyage autour du monde par la frégate du Roi La Boudeuse et la flute l'Etoile en 1766, 1767, 1768, et 1769 (2 volumes, 1772)
Essai historique sur les navigations anciennes et modernes dans les hautes latitudes septentrionales. (Comptes rendus de l'Académie des Sciences)
Notice historique sur les sauvages de l'Amérique septentrionale. (Comptes rendus de l'Académie des Sciences)
Écrits sur le Canada: mémoires, journal, lettres, publiés sous la direction de Roland Lamontagne, Éditions du Pélican, Sillery (Québec), 1993